# گرچ
گرچ (انگلیسی: Gretsch) شرکت تجهیزات موسیقی آمریکایی است، که در سال ۱۸۸۳ تأسیس شد.